# El Cueto (Salamanca)
El Cueto es una entidad de población española, hoy día despoblada, del municipio de Matilla de los Caños del Río, perteneciente a la provincia de Salamanca, en la comunidad autónoma de Castilla y León.

## Demografía
En 2023, la entidad singular de población de El Cueto tenía empadronados 0 habitantes.